# فرانسيس غاري باورز
 فرانسيس غاري باورز (بالإنجليزية: Francis Gary Powers)‏ كان طيار أمريكي، والذي أسقطت طائرته التجسسية من نوع يو-2 بينما كان في مهمة إستطلاعية في المجال الجوي للإتحاد السوفيتي والتي تسببت بحادثة طائرة التجسس الأمريكية يو-2.
استعادته الولايات المتحدة عند مبادلته بالجاسوس السوفيتي رودولف آبل.

## روابط خارجية
- فرانسيس غاري باورز على موقع IMDb (الإنجليزية)
- فرانسيس غاري باورز على موقع الموسوعة البريطانية (الإنجليزية)
- فرانسيس غاري باورز على موقع إن إن دي بي (الإنجليزية)